# Michał Mazurkiewicz
Michał Mazurkiewicz (ur. 10 kwietnia 1941 w Łówczy, zm. 28 lutego 2013 we Wrocławiu) – polski lekarz weterynarii, profesor nauk weterynaryjnych, rektor Akademii Rolniczej (2002–2006) i Uniwersytetu Przyrodniczego we Wrocławiu (2006–2008).

## Życiorys
Ukończył studia weterynaryjne na Wydziale Weterynaryjnym Wyższej Szkoły Rolniczej we Wrocławiu (1966). W 1970 uzyskał stopień naukowy doktora, a w 1976 stopień naukowy doktora habilitowanego. W 1983 otrzymał tytuł profesora nauk weterynaryjnych. Zawodowo do śmierci związany z WSR we Wrocławiu, przekształcaną następnie w Akademię Rolniczą i Uniwersytet Przyrodniczy. Był prodziekanem Wydziału Medycyny Weterynaryjnej (1978–1981) i prorektorem tej uczelni (1982–1987). W latach 2002–2008 zajmował stanowisko rektora, w czasie jego drugiej kadencji doszło do powołania Uniwersytetu Przyrodniczego. Był także kierownikiem Katedry Epizootiologii z Kliniką Ptaków i Zwierząt Egzotycznych.
Specjalizował się w zagadnieniach z zakresu chorób drobiu. Był członkiem Komitetu Nauk Weterynaryjnych Polskiej Akademii Nauk oraz Polskiego Towarzystwa Nauk Weterynaryjnych.
W 2011 odznaczony Krzyżem Oficerskim Orderu Odrodzenia Polski.